# Вейсуни
Вейсуни (пол. Wejsuny) — село в Польщі, у гміні Руцяне-Нида Піського повіту Вармінсько-Мазурського воєводства.
Населення — 329 осіб (2011).

## Демографія
Демографічна структура станом на 31 березня 2011 року:
|          | Загалом | Допрацездатний вік | Працездатний вік | Постпрацездатний вік |
| -------- | ------- | ------------------ | ---------------- | -------------------- |
| Чоловіки | 169     | 19                 | 129              | 21                   |
| Жінки    | 160     | 22                 | 101              | 37                   |
| Разом    | 329     | 41                 | 230              | 58                   |